# لیدلینچ
لیدلینچ (به انگلیسی: Lydlinch) یک روستا و محله مدنی در بریتانیا است که در North Dorset واقع شده‌است. لیدلینچ ۴۳۷ نفر جمعیت دارد.